# Ilex auricula
Ilex auricula là một loài thực vật có hoa trong họ Aquifoliaceae. Loài này được S.Andrews mô tả khoa học đầu tiên năm 1983.